# Legends Tour 2008
De Legends Tour 2008 was het negende seizoen van de Legends Tour. Er stonden vier toernooien waarvan drie officieus op de kalender.

## Kalender
| Datum | Datum | Toernooi                  | Stad                   | Winnaar                            | Score | Score | Info                                   |
| ----- | ----- | ------------------------- | ---------------------- | ---------------------------------- | ----- | ----- | -------------------------------------- |
| 01-08 | 03-08 | BJ's Charity Championship | Quincy, Massachusetts  | Cindy Figg-Currier & Sherri Turner | –21   | –21   | Teamcompetitie                         |
| 10-08 | 11-08 | Wendy's Charity Challenge | Jackson, Michigan      | Cindy Figg-Currier                 | 138   | –6    |                                        |
| 05-12 | 06-12 | Handa Cup                 | St. Augustine, Florida | Team USA                           | 31-17 | 31-17 | Verliezer: World Team (landcompetitie) |

## Trivia
- Op 23 juni vond de "Duane Reade Charity Classic" plaats en het was een toernooi met bekende golfsters om geld in te zamelen voor goede doelen.

2000 ·
2001 ·
2002 ·
2003 ·
2004 ·
2005 ·
2006 ·
2007 ·
2008 ·
2009 ·
2010 ·
2011 ·
2012 ·
2013 ·
2014 ·
2015